# Chou Meng-tieh
Chou Meng-tieh (en chino simple, 周夢蝶, en chino tradicional, 周梦蝶, en pinyin, Zhōu Mèngdié; Xichuan, 29 de diciembre de 1921-Taipéi, 1 de mayo de 2014) fue un poeta y escritor taiwanés. Vivió en Tamsui District, Nueva Taipéi.

## Biografía
Chou Chi-shu nació en Xichuan County, Henan en 1921. En 1948, Chou se unió a la China Youth Corps y fue obligado a abandonar la escuela. Fue eniado a Taiwán después de la derrota de Chiang Kai-shek en la guerra civil china, dejando a su mujer, y una hija en la China continental. Se instaló en el Distriot de Tamsui, en Taipéi.
Chou comenzó a escribir en la Central Daily News y a publicar poesía en 1952. Se licenció del ejército en 1955. En 1959, comenzó a vender libros a la salida del Cafe Astoria en Taipéi y publicó su propio libro titulado Lonely County. El puesto se convirtió en un lugar de reunión para escritores conocidos, como Huang Chun-ming, Pai Hsien-yung y Sanmao. Chou escribió a menudo de temas del tiempo, la vida y la muerte, y fue influenciado por el budismo.
En 1980, el magazine estadounidense Orientations lo elogió como el "Profeta de la calle Amoy". Durante el mismo año, se vio obligado a cerrar su puesto de libros frente al Café Astoria debido a una cirugía de úlcera gástrica.
Fue el primer receptor del Premio Laureado de Literatura de la Fundación Nacional de Cultura y Arte en 1997.
Chou murió de una neumonía en Taipéi el 1 de mayo de 2014 a la edad de 92 años. En su funeral, celebrado doce días después, estuvieron presentes políticos y escritores como Chang Show-foong, Lung Ying-tai, Timothy Yang y Hsiang Ming.